# Pterolophia carinulata
Pterolophia carinulata är en skalbaggsart som beskrevs av Stefan von Breuning 1938. Pterolophia carinulata ingår i släktet Pterolophia och familjen långhorningar.
Artens utbredningsområde är Gabon. Inga underarter finns listade i Catalogue of Life.